# Lycée Antonio-Machado
Le lycée Antonio-Machado est un lycée de Soria (Espagne) qui se trouve dans un bâtiment baroque, un ancien Collège de la Compagnie de Jésus, situé entre la rue Aduana Vieja et les places Vergel et Bernardo Robles.
Jusqu'à il y a quelques décennies, c'était le seul lycée public de la ville et de la province et, par conséquent, une référence académique, par laquelle sont passés, génération après génération, d'illustres personnages publics tels que Antonio Machado, Gerardo Diego Cendoya, Nicolás Rabal y Díez et Juan Antonio Gaya Nuño, entre autres.

## Histoire
Fernando de Padilla, chanoine prieur du chapitre de la cathédrale d'El Burgo de Osma, fut le fondateur de ce collège de la Compagnie de Jésus, sous le nom de Collège du Saint-Esprit, promouvant l'enseignement du latin et de la rhétorique. Par la suite, une chaire de théologie morale a été ajoutée. 
La construction primitive de l'école a commencé en 1577. Le patrimoine et la première donation des sœurs Mendoza ont été investis dans l'achat du site et la construction des murs et de la chapelle. Ce bâtiment du XVIe siècle a été remanié et agrandi au XVIIe siècle. 

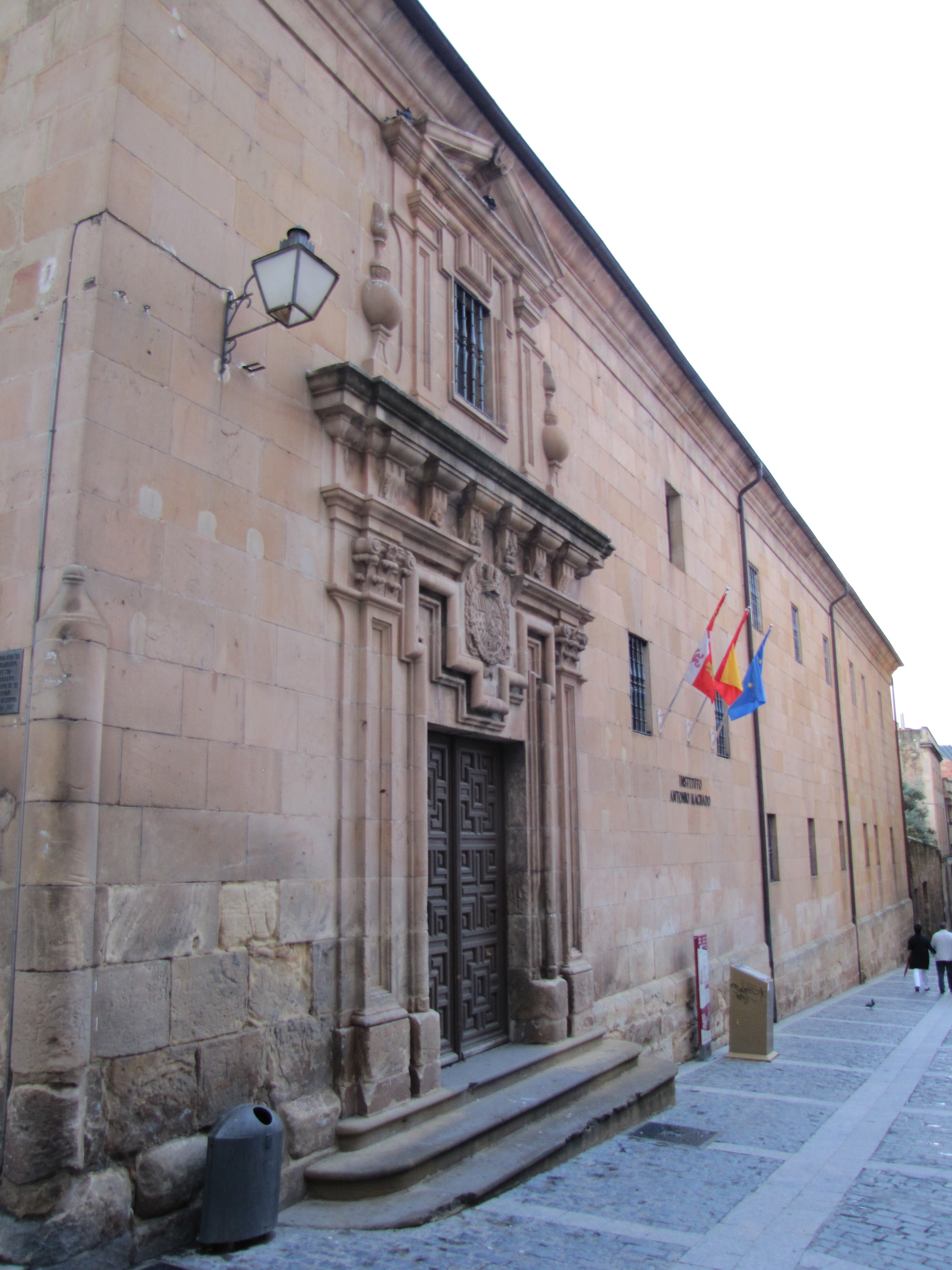
Façade du Collège de la Compagnie de Jésus

Le 22 avril 1740, un incendie le détruit et il est réduit en cendres à l'exception des salles de grammaire et de philosophie et d'une partie de la loge du concierge qui les jouxte. Sur le même emplacement, et avec plus de grandeur et de splendeur, les Jésuites construisirent à nouveau leur nouveau collège, à une époque de grande prospérité pour la Société, qui disposait même de ses propres architectes pour la construction et la réparation de ses édifices, avec une base baroque, mais sans ornementation ni exubérance. Le plan et la disposition du nouveau collège jésuite ont été élaborés par un maître d'œuvre de Loyola et un autre de Tudela.

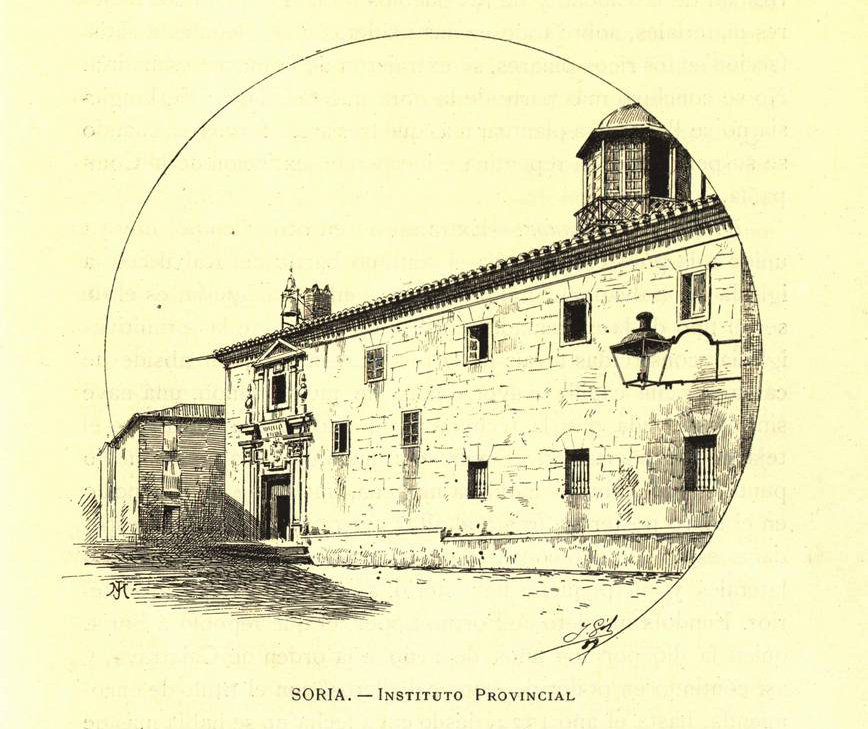
Vue du bâtiment dans une illustration de la deuxième moitié du XIX

Cependant, tous les travaux n'ont pas été achevés, seulement le Collège. De l'église, dont la construction a commencé du côté nord, seules trois arcs formerets avaient été mis en place lorsque le décret d'expulsion des Jésuites, signé par Charles III le 1er avril 1767, fut promulgué, interrompant les travaux de construction. Le collège est alors fermé, ses biens et ses terres sont vendus aux enchères et la vaste bibliothèque, qui avait été en partie donnée par le prieur Padilla, est transférée à l'université de Santa Catalina del Burgo de Osma (elle se trouve aujourd'hui dans le séminaire d'El Burgo de Osma). Les bijoux et les vases sacrés ont été transférés à la collégiale Saint-Pierre et les terres ont été vendues aux enchères publiques.
Après le départ des Jésuites, les demandes d'utilisation du bâtiment ne cessent pas et les premiers à le faire sont le doyen et le chapitre de San Pedro qui, en 1768, demandent que l'école des Jésuites leur soit cédée afin de construire une nouvelle collégiale, mais ils n'y parviennent pas. En 1782, la Real Sociedad de Amigos del País (Société royale des amis du pays) a créé une école pour les écolières, qui a été gérée jusqu'en 1808, date à laquelle elle a été fermée par la guerre d'indépendance, où elle est devenue une caserne et un hôpital pour les troupes, et a également été utilisée pendant les guerres carlistes.
En 1840, le collège jésuite disparu a été inauguré sous le nom d'université de Santa Catalina et deux mois plus tard, il est devenu le lycée provincial d'enseignement secondaire de Soria, connaissant de nombreux revers jusqu'au XXe siècle. Le lycée général et technique de 1907 s'appelle, depuis l'ordonnance du 21 septembre 1967, le lycée Antonio Machado de Soria. C'est ici que le professeur Antonio Machado Ruiz a commencé sa carrière d'enseignant en tant que professeur de langue française au cours de l'année scolaire 1907-1908, à l'âge de 32 ans, en enseignant à des élèves âgés de 13 à 15 ans.

## Description
L'œuvre qui subsiste aujourd'hui est le résultat des remaniements effectués au XVIIIe siècle après l'incendie de 1740. Les façades nord et ouest sont en pierre de taille parfaite, tandis que le reste du bâtiment est en maçonnerie. La façade principale possède un porche avec neuf arches à l'avant et deux sur les côtés. Au premier étage, il y a deux ouvertures à linteaux sur cinq des arcs encadrés par des moulures lisses, et au-dessus d'eux, deux autres ouvertures couronnées de frontons incurvés.

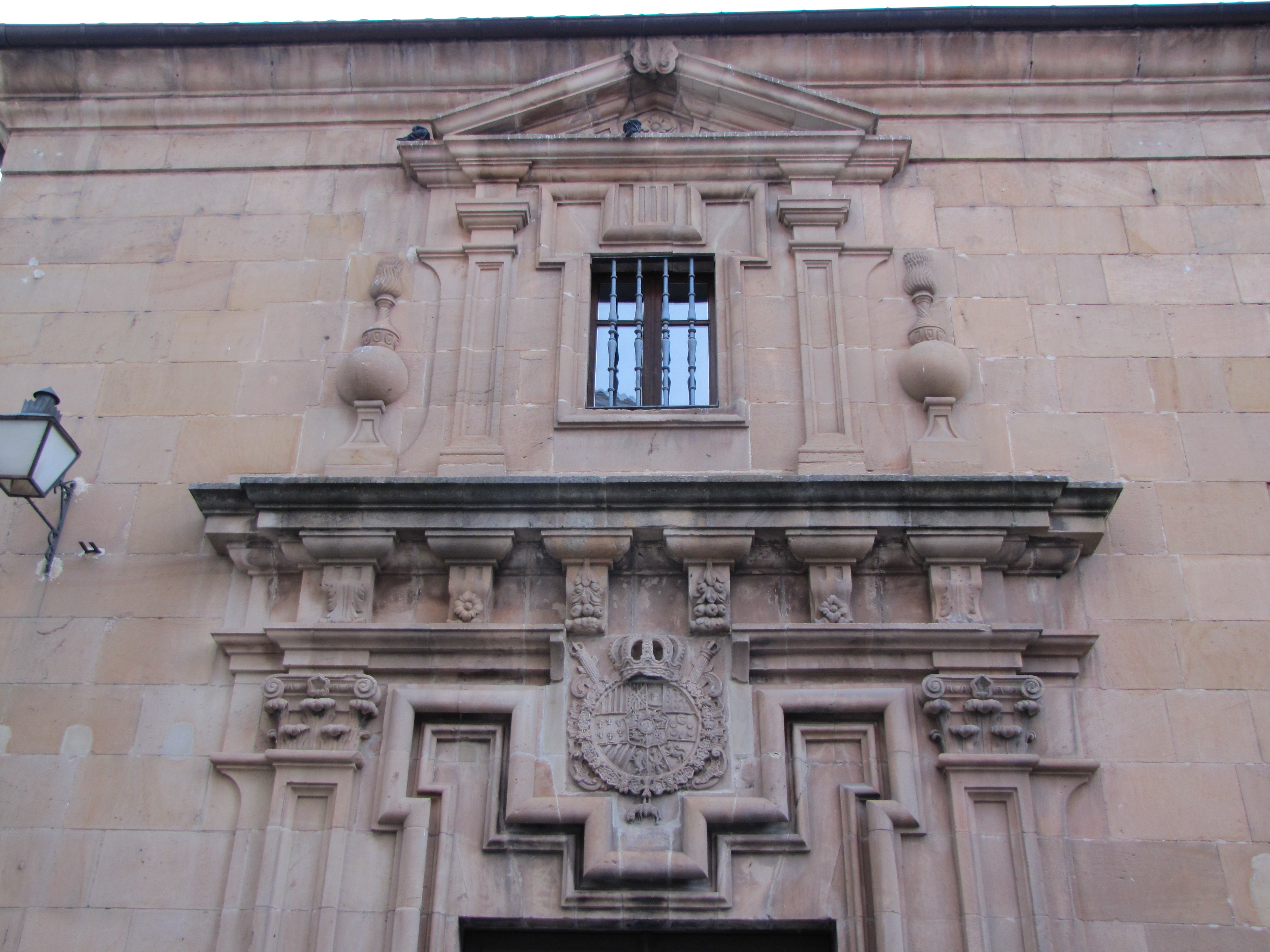
Détail de la façade principale.

L'élément le plus remarquable est la porte principale, qui s'ouvre sur un côté de la façade principale. Elle présente une porte à linteau avec des moulures en forme d'oreille entre des pilastres à chapiteaux composites, un entablement avec des corbeaux décorés de rosettes, surmontés de pinnacles décoratifs et une petite fenêtre également avec des moulures en forme d'oreille et des moulures entrelacées couronnée par un fronton triangulaire avec un tympan à rosettes. Les armoiries de Charles III avec la toison d'or complètent l'ensemble. Ces armoiries ont dû remplacer celles des Jésuites après l'expropriation. Au-dessus de la porte, il y avait un beffroi en fer forgé avec une cloche, qui a été enlevé lors de la dernière rénovation.
Le cloître autour duquel s'articule l'édifice est quadrangulaire, il mesure plus de 31 mètres de long de chaque côté, présente des ouvertures en arc en plein cintre et est couvert de voûtes d'arêtes dans des sections séparées par des arcs-doubleaux surbaissés en plein cintre, qui sont soutenus par des pilastres et des corbeaux découpés. L'escalier qui relie les deux étages est configuré autour d'une volée centrale et de deux volées latérales.